# Võ Trọng Nghĩa
Võ Trọng Nghĩa (sinh năm 1976) là một kiến trúc sư người Việt Nam. Anh là cựu sinh viên Trường Đại học Kiến trúc Hà Nội, trong quá trình học tại đây, anh đã giành được học bổng du học và lấy bằng kiến trúc sư từ Đại học Tokyo (University of Tokyo).

## Sự nghiệp
Võ Trọng Nghĩa sinh năm 1976 tại xã Phú Thủy, huyện Lệ Thủy, tỉnh Quảng Bình, là con út trong một gia đình thuần nông có 7 anh chị em. Gia đình Nghĩa tuy nghèo, cha về hưu sớm, nhưng 7 anh em đều được học hành tử tế. Thuở nhỏ, Võ Trọng Nghĩa theo học ở trường cấp 1 Phú Thủy. Ngôi trường này làm bằng nhà tranh vách đất nên thường hay bị sập khi có bão. Chính vì thế nên Võ Trọng Nghĩa có quyết tâm xây trường tốt hơn để không bị sập nữa. Sau khi tốt nghiệp trung học phổ thông, Võ Trọng Nghĩa thi đậu ba trường đại học là Đại học Bách khoa Hà Nội, Đại học Xây dựng, và Đại học Kiến trúc Hà Nội, nhưng anh đã chọn Đại học Kiến trúc Hà Nội để theo học vì mong muốn thực hiện được ước mơ lúc nhỏ là thiết kế các ngôi trường thật chắc chắn để không bị sập như trường cũ của mình.. Năm 1996, anh nhận được học bổng Chính phủ Nhật để theo học tại khoa Kiến trúc Học viện Kỹ thuật Nagoya (Nagoya Institute of Technology). Năm 2002 Võ Trọng Nghĩa tốt nghiệp thủ khoa trường này, sau đó anh học tiếp và tốt nghiệp thạc sĩ hạng ưu của Đại học Tokyo vào năm 2004 với đề tài nghiên cứu về khí động học, gió và nước. Anh học tiếp tiến sĩ, nhưng sau đó theo lời khuyên của giáo sư hướng dẫn, anh đã quay về Việt Nam, bỏ dở chương trình tiến sĩ. Trở về Việt Nam, anh sáng lập công ty Vo Trong Nghia Architects vào năm 2006. Anh đã phát triển thiết kế kiến trúc bền vững bằng cách tích hợp các vật liệu rẻ tiền ở địa phương và những kĩ năng truyền thống với mĩ học đương đại và các phương pháp hiện đại.
Đầu năm 2015, Võ Trọng Nghĩa nhận lời làm Giáo sư giảng dạy thiết kế kiến trúc tại Singapore University of Technology and Design (SUTD).

## Giải thưởng
- 1999: Giải Vàng thiết kế dự thi của Tập đoàn Suzuki;
- 2002: Giải thưởng luận án tốt nghiệp xuất sắc khoa Kiến trúc ĐH Công nghiệp Nagoya; Giải thưởng Hội Kiến trúc sư Nhật Bản vùng Toukai.
- 2003: Giải thưởng Luận văn đặc biệt của Hội Kiến trúc sư Rotary.
- 2004: Giải thưởng luận án Thạc sĩ xuất sắc của khoa Xây dựng ĐH Tổng hợp Tokyo (Furuichi Award); Giải đặc biệt cuộc thi Tôn vinh thành phố do Tạp chí Quy hoạch và Công ty Ashui tổ chức nhằm hưởng ứng chương trình “Lễ kỷ niệm các thành phố” do Hiệp hội Kiến trúc sư thế giới (UIA) phát động.
- 2005: Giải thưởng cao quý của Nhật Bản - Tổng trưởng ĐH Tổng hợp Tokyo (Dean of The University of Tokyo Award);
- 2006: Giải Nhất cuộc thi Quốc tế phương án Trường ĐH Kiến trúc TP.HCM; Giải Nhất cuộc thi thiết kế Tòa soạn Báo Sài Gòn Giải Phóng.
- 2007: Giải Nhì giải thưởng Kiến trúc Quốc gia của Hội kiến trúc sư Việt Nam; Giải Nhì giải thưởng kiến trúc Quốc tế ở Mỹ cho các công trình bằng tre; Huy chương Vàng của Hội kiến trúc sư Châu á (Arcasia Awards); Đề cử giải thưởng AR Awards (Giải thưởng lớn nhất và danh giá nhất dành cho những kiến trúc sư trẻ nổi bật trên toàn thế giới).
- 2008: Giải Bạc Giải thưởng Holcim khu vực châu á - Thái Bình Dương; Giải thưởng Kiến trúc quốc tế IAA (International Architecture Award); Đề cử giải thưởng AR; Giải nhì Giải thưởng Kiến trúc Quốc gia.
- 2009: Giải Bạc Holcim Arwards toàn cầu.[3]
- Nhà lãnh đạo trẻ toàn cầu 2014[8]
- World Architecture Festival 2014 - Winner of "House", "Hotel & Leisure" and "Education Future Projects" categories [9]
- ARCASIA Building of the Year 2014 [10]
- WAN 21 for 21 Awards 2012 [11]
- Vietnamese Architect of the Year 2012 [12]

## Dự án chọn lọc
Một số công trình nổi tiếng của Võ Trọng Nghĩa:
- Quán cà phê Gió và Nước được hoàn thành vào tháng 1/2008 tại Bình Dương với diện tích khoảng 270m2. Thiết kế này được hoàn thiện trong 3 tháng, và đã đoạt huy chương vàng giải thưởng ARCASIA năm 2011, giải nhất Kiến trúc xanh tương lai 2011 và giải thưởng kiến trúc quốc tế (International Architecture Awards - IAA) của Mỹ năm 2009.[13]
- Công trình Stacking Green (Nhà vườn xếp) tại Thành phố Hồ Chí Minh, hoàn thành 2011 đạt giải thưởng Kiến trúc Quốc tế của Mỹ (International Architecture Award), giải thưởng Kiến trúc xanh dành cho những thiết kế thân thiện với môi trường, giành huy chương vàng tại Festival Kiến trúc Thế giới và đoạt giải “Công trình của năm” ở hạng mục nhà ở, do tạp chí ArchDaily bình chọn.
- Triển lãm Việt Nam tại Milan Expo 2015,[14]
- Nhà trẻ Farming Kindergarten, ở Đồng Nai, Việt Nam[15]
- Nhà cho cây (House for trees) ở Thành phố Hồ Chí Minh, Việt Nam.[16]

## Tác phẩm
- Sách "Vo Trong Nghia Architects"[17]

## Ghi nhận
Năm 2020, Nhà xuất bản Mỹ thuật Hồ Nam, Trung Quốc xuất bản cuốn sách có tựa đề "Tính thẩm mỹ trong thiết kế kiến trúc của Võ Trọng Nghĩa -Tiếp cận vô hạn tới thiên nhiên".